# Viktor Turjanski
Viktor Turjanski (în rusă Виктор Туржанский, transliterat: Viktor Turjanski) sau Viktor Tureanski (în ucraineană Віктор Турянський, transliterat: Viktor Tureanski) (4 martie 1891, Kiev, Imperiul Rus - 13 august 1976, München, Republica Federală Germania), născut Viaceslav Turjanski (în rusă Вячеслав Туржанский), a fost un actor, scenarist și regizor de film rus / ucrainean, care a emigrat după Revoluția Rusă  din 1917. A lucrat în Franța, apoi un timp în Statele Unite ale Americii, a revenit în Franța, s-a instalat apoi în Germania Nazistă și și-a încheiat cariera cinematografică în Italia.

## Biografie
Născut într-o familie de artiști la Kiev, tânărul Tourjansky s-a mutat la Moscova în 1911, unde a studiat un an în clasa lui Stanislavski, apoi a turnat în filme mute și doi ani mai târziu și-a făcut debutul ca regizor-realizator în ajunul Primului Război Mondial. Când a izbucnit Revoluția din Octombrie, s-a refugiat la Ialta care nu era încă luată de bolșevici.
Când decretele de naționalizare a industriei cinematografice au fost aplicate în Crimeea, a plecat cu Compania lui Ermoliev și actorii săi în Franța via Constantinopol în februarie 1920. Era însoțit de soția sa, actrița Nathalie Kovanko / Natalia Kovanko și de cumnatul său Boris de Fast. Sosit la Paris, și-a schimbat numele de botez, Viaceslav, în Victor mai ușor de pronunțat pentru francezi. Numele său a fost asociat și cu acela de Victor de Fast.
A fost asistent  al lui Abel Gance pentru turnarea filmului Napoléon, în 1927.
A lucrat apoi pentru  Universum Film AG în Germania, unde s-a instalat în anii 1930.
În 1931  a întâlnit-o pe actrița franceză Simone Simon pentru care a turnat un prim film, Le Chanteur inconnu. În 1935 a turnat un al doilea film cu ea, Les Yeux noirs. Nathalie Kovanko l-a părăsit pe Victor Tourjansky și s-a înapoiat la ea, în Ucraina.
La sfârșitul anilor 1950, s-a instalat în Italia și a realizat mai multe filme italiene.

## Filmografie selectivă
- 1920 Dracula
- 1926 Michel Strogoff
- 1928 Furtună (Tempest) - nemenționat
- 1928 Volga, Volga
- 1929 Manolescu, regele impostorilor (Manolescu, der König der Hochstapler)
- 1931 The Eaglet
- 1934 Volga în flăcări (Volga en flammes)
- 1934 The Battle
- 1935 Ochii negri (Dark Eyes)
- 1936 City of Anatol
- 1936 La Peur (film)
- 1937 The Lie of Nina Petrovna
- 1937 Wells in Flames
- 1938 Faded Melody
- 1938 Geheimzeichen LB 17
- 1938 The Blue Fox
- 1939 A Woman Like You
- 1939 Der Gouverneur

- 1940 Die keusche Geliebte
- 1940 Feinde (și scenariul), titlul în română: Dușmani
- 1941 Illusion (și scenariul)
- 1943 Tonelli (și scenariul)
- 1943 Liebesgeschichten
- 1944 Orient-Express (și scenariul)
- 1945 Dreimal Komödie

- 1950 Chased by the Devil
- 1953 Salto Mortale
- 1955 Königswalzer
- 1960 La donna dei faraoni
- 1961 Le Triomphe de Michel Strogoff
- 1961 Freddy and the Millionaire
- 1962 O regină pentru Cezar (A Queen for Caesar)

## Izvoare
- Christian Gilles, Le cinéma des années [trente, quarante, cinquante] par ceux qui l'ont fait,  Paris: L'Harmattan, 2000. ISBN 978-2-7384-8951-7
- Tourjansky Viatcheslav/Victor (1891-1976) sur 1895